# Sacertà
La sacertà (in latino sacertas), secondo il diritto romano, era una sanzione a carattere giuridico-religioso inflitta a colui che determinava, con la propria condotta, un'infrazione della pax deorum; giuridicamente, comportava la perdita della protezione che la civitas garantiva ad ogni cittadino e, quindi, la possibilità per chiunque di uccidere il trasgressore.

## Origini
Il termine è usato sulla base del particolare significato che nella lingua latina assume l'aggettivo sacer (vale a dire "maledetto, colpito da un influsso negativo da parte degli dei"). Sacer esto ("sia maledetto") era la formula penale con cui si consacrava qualcuno agli dei inferi (formula presente nelle leggi delle XII Tavole).. Nella lingua latina sacer era una vox media con il significato, a seconda del contesto, di "sacro" o "maledetto".
A partire dalla sanzione per chi disonorava i vincoli di carattere sociale e religioso che regolavano i rapporti tra patronus e cliens, le leges sacratae avevano esteso tale formula all'interdetto lanciato contro colui che violava la preminenza, riconosciuta dalla Costituzione romana, nei rapporti tra tribuno della plebe e gli altri magistrati. 
La sacertas, sebbene abbia conosciuto con le leges sacratae e l'attribuzione della sacrosanctitas ai tribuni della plebe, il momento di massima diffusione, ha origini estremamente antiche. Istituti a carattere giuridico-religioso dotati di aspetti pressoché identici alla sacertà compaiono già nel primitivo diritto germanico (Friedlosigkeit) e nella Grecia antica (ἀτιμία).

## Homo sacer
L'espressione latina, tradotta letteralmente in italiano, significa uomo sacro, cioè "uomo spettante al giudizio degli dèi". Indica una sorta di pena religiosa (sacertà) inflitta a colui che agiva in modo tale da mettere in pericolo la pax deorum, ossia i rapporti di amicizia tra la collettività e gli dèi, i quali garantivano la pace e la prosperità della civitas. Incrinare tale rapporto "sacro" tra società e dei significava porre in pericolo la stessa sopravvivenza di Roma.
Esempi documentati di atti che implicavano la sacertà del reo: lo spostamento delle pietre che delimitavano i confini dei campi, la violenza su un genitore, la frode patronale nei confronti di un cliente. Tali atti, se compiuti da un uomo appartenente alla collettività, erano considerati tanto gravi da non poter essere puniti neppure dai cittadini, ma unicamente dagli dei. Infatti, la sacertà non era attivamente sanzionata dai cittadini; piuttosto, il reo veniva isolato dal gruppo, abbandonato da chiunque.

## Profili religiosi e sociali
Non era previsto un processo per stabilire la colpevolezza del reo: quest'ultima conseguiva quasi in automatico dalla commissione in sé dell'atto. La storiografia, infatti, riporta notizie di spergiuri che venivano colti improvvisamente da pazzia: proprio la pazzia era considerata una sorta di punizione divina per aver commesso lo spergiuro.
L'"homo", divenuto sacer per il solo fatto di aver commesso un atto che comprometteva l'amicizia tra Roma e gli dei protettori, veniva di fatto abbandonato alla punizione divina, come se la collettività non volesse neppure occuparsi della condanna, quasi ciò avesse comportato la contaminazione di tutta Roma.

## Conseguenze giuridiche
Colui a cui veniva inflitta la sacertà, come sancito dalle cosiddette leges sacratae, era consacrato a Giove e il suo patrimonio era consacrato a divinità plebee. La consacrazione alla divinità, però, non avveniva con le modalità del sacrificio rituale, ma era conseguita in via indiretta, garantendo l'impunità a colui che uccidesse il colpevole di un comportamento contrario alle norme vigenti (scritte e no). 
Qualora venisse ucciso da un cittadino, a questi non poteva essere ascritto un omicidio, in quanto la morte dell'homo sacer era stata decisa dalla stessa divinità e si era concretizzata nell'uccisione da parte di un altro uomo.

## Nella lingua italiana
Nella lingua italiana, oltre a un significato specifico del lessico giuridico derivante dall'accezione latina, il termine è usato anche come sinonimo di sacralità: sta cioè ad indicare l'aura di presenza del divino che rende degni di venerazione una persona, un oggetto o un luogo sacro.